# سوتس (مجارستان)
سوتس (به مجاری:  Szőc) یک شهرداری در مجارستان است که در وسپرم واقع شده‌است. سوتس ۷٫۵۵ کیلومتر مربع مساحت و ۴۲۵ نفر جمعیت دارد.